# Gertrud Bondy

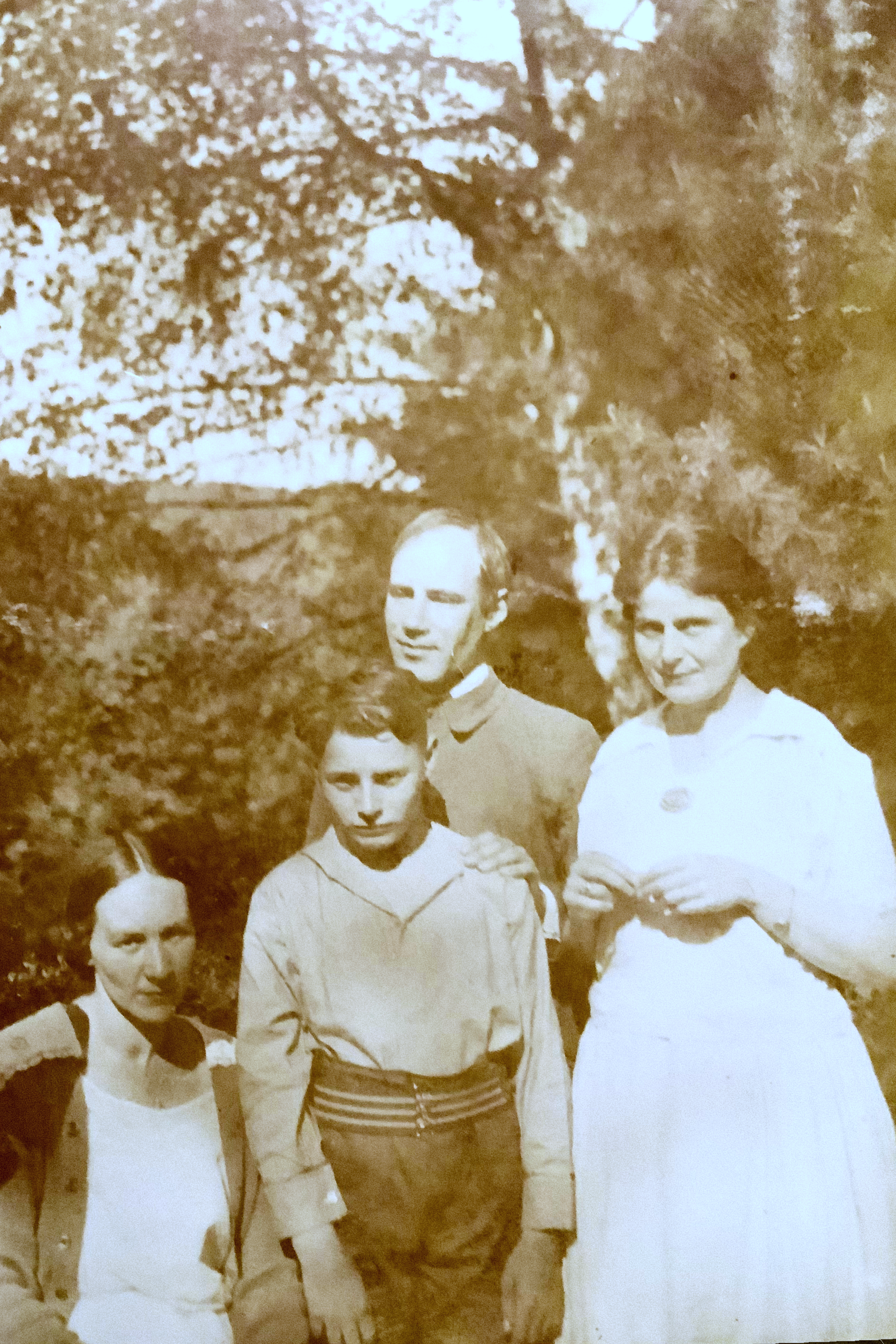
Max und Gertrud Bondy, mit Hans Baake und Martha Philips, Gandersheim 1925

Gertrud Bondy (* 7. Oktober 1889 in Prag; † 30. April 1977 in Detroit) wurde als Gertrud Wiener geboren und wuchs in Wien und Prag auf. Sie war seit 1916 mit Max Bondy verheiratet und mit diesem zusammen in Deutschland und in der Emigration Gründerin mehrerer Schulen in der Tradition der Reformpädagogik.

## Leben vor der Emigration
Ihre Eltern waren der Textilunternehmer Gustav Wiener (1852–1907) und seine Ehefrau Olga (* 1865), geborene Lauer. Zur Familie gehörten neben Gertrud noch deren ältere Geschwister Mathilde und Julius. Im Vergleich zu den Brüdern Max und Curt Werner Bondy – beides Cousins von ihr:S. 19 – ist über Gertrud Wieners Leben wenig bekannt. Gertrud besuchte eine private Mädchenschule und erhielt später Privatunterricht, durch den sie vor allem eine literarische Bildung vermittelt bekam. Seit ihrem sechsten Lebensjahr lernte sie Klavierspielen, und die Musik blieb für mehrere Jahre ihr größtes Interessengebiet. Da der Vater blind war, lasen ihm die Kinder viel vor, und Gertrud betonte, dass ihr Interesse an sowie viele ihrer Kenntnisse in Philosophie Resultat Zeit seien. Die Autorin Barbara Kersken spricht in diesem Zusammenhang von einer „assimilierten jüdischen Familie[.] großbürgerlichen und liberalen Zuschnitts“, die für „primäre[.] Prägungen durch moderne Kunst und Kultur“ bürgte sowie für „die Berührung mit anderen, ebenfalls zeittypischen Denk und Geistesströmungen“.
Nach dem Tod des Vaters zogen Mutter und Tochter 1907 nach Wien. Gertrud wollte ursprünglich Konzertpianistin werden, hatte aber durch den Wechsel der Lebensverhältnisse die Lust an der Musik verloren und holte das Abitur nach. 1914, kurz nach dem Ausbruch des Ersten Weltkriegs, nahm sie in Wien ihr Medizinstudium auf. Gertrud schrieb, dass sie nachts lernte, weil sie tagsüber als Krankenpflegerin in einem Lazarett arbeitete. Sie hatte auch die Gelegenheit, Vorlesungen bei Sigmund Freud zu hören. „Das war der Beginn meines Interesses an der Psychoanalyse und Psychiatrie, aus dem später mein Berufswunsch werden sollten.“
In dieser Zeit pflegte sie längst schon eine „very deep friendship with my late husband“, Max Bondy, die auf gemeinsamen Interessen und endlosen Diskussionen beruhte. Bereits 1912 reisten die beiden in Begleitung von Gertruds Schwester Mathilde und deren Ehemann drei Monate nach Italien. Über Max Bondy kam sie auch in Berührung zum Gedankengut der deutschen Jugendbewegung. Noch vor Kriegsausbruch träumten die beiden davon, eine Schule zu gründen, in der die Ideale der Jugendbewegung verwirklicht werden könnten. Die beiden heirateten am 30. September 1916:S. 12, mitten im Ersten Weltkrieg, an dem Max Bondy über die gesamte Dauer hinweg als Kriegsfreiwilliger teilnahm. 1918 wurde Tochter Annemarie geboren († 2012), 1921 Ursula und 1924 Sohn Heinz († 2014).
Das Kriegsende und die Geburt des ersten Kindes erlebten die beiden Bondys in Wien. Nach kurzer Zeit ging Max nach Erlangen, um dort an der Universität Erlangen sein Studium fortzusetzen, und Gertrud und das Baby folgten bald nach. Sie legte hier am 13. Dezember 1919 die ärztliche Prüfung ab; ihre Promotion folgte am 27. Mai 1920 und Anfang 1921 die Approbation. Ebenfalls 1921 absolvierte sie eine Lehranalyse bei Otto Rank, die sie aber nicht beendete.

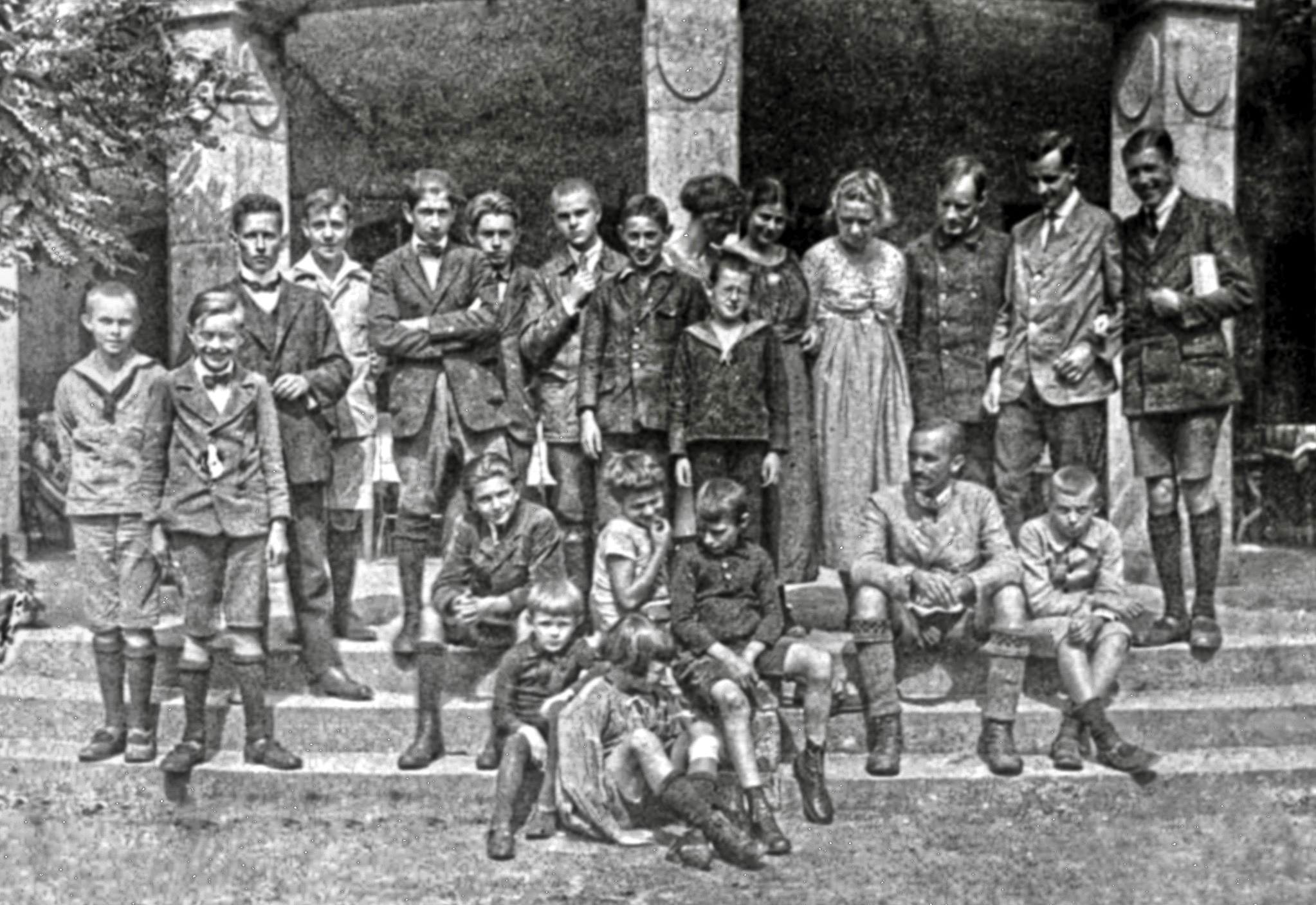
Schüler und Lehrer der Freien Schul- und Werkgemeinschaft Sinntalhof, ca. 1921

Bekannt wurden Gertrud und Max Bondy durch ihre „reformpädagosische[n] Schulgründung[en] aus dem ‚Geist der Jugendbewegung‘ (Max Bondy) und im Einflussbereich der Psychoanalyse (Gertrud Bondy)“.:S. 23. Wie oben schon erwähnt, waren derartige Überlegungen bereits vor dem Ausbruch des Ersten Weltkriegs entstanden und wurden während der Erlanger Jahre vertieft. Das führte in der Folge zur
- Gründung der Freien Schul- und Werkgemeinschaft Sinntalhof (1920 – 1923) und
- der Gründung der Schulgemeinde Gandersheim im niedersächsischen Bad Gandersheim (1923 – 1929),[8] die schließlich
- 1929 nach Marienau zog, in einen Ortsteil der Gemeinde Dahlem (Niedersachsen), und sich Schulgemeinde auf Gut Marienau nannte. Daraus entwickelte sich die bis heute bestehende Schule Marienau.

Wenn Gertrud Bondy mehrfach auf die deutsche Jugendbewegung als Anknüpfungspunkt für die von ihr und ihrem Mann betriebenen Schulgründungen hinweist, stand für die beiden assimilierten Juden offenbar fest, dass es für sie keine Nähe zur parallel sich entwickelnden Jüdischen Jugendbewegung gibt. Ihre konservativ geprägten Vorstellungen der Jugendbewegung zielten eher auf eine Verschwisterung von Freischaridee und Reformschulidee und neigten im Falle von Max Bondy zu Fehleinschätzungen über das Wesen des Nationalsozialismus. Nach Gertrud Bondy hielt er ihn für eine vorübergehende Erscheinung und praktizierte gegenüber den Nazis eine „bis zur Selbstverleugnung gehende Anpassung“.:S. 50 Gertud Bondy trug das mit, hatte aber einen realistischeren Blick. Max Bondys Auffassung von den Nazis als einer vorübergehenden Erscheinung setzte sie ein schlichtes „I did not believe it“ entgegen.

## Emigration
Dem „I did not believe it“ folgte der ebenso schlichte Nachsatz „and started a new school in Gland“. Welche innerfamiliären Überlegungen dem vorausgingen, ist nicht belegt. Eva Michaelis-Stern legte in ihren Erinnerungen aber nahe, dass die Pläne zur Emigration vor allem von Gertrud Bondy vorangetrieben wurden.

„Gertrud war viel realistischer. Ich erinnere mich, daß sie – als sie einmal in Berlin bei mir zu Besuch war, während der Hitlerzeit – sagte: ‚Wenn Max sich nicht zur Auswanderung entschließen kann, nehme ich die drei Kinder und gehe mit ihnen allein ins Ausland.‘ Und ich hatte den Eindruck, daß dieser Entschluß bei ihr bereits feststand. Ich nehme an, daß sie innerlich davon überzeugt war, daß er ihr über kurz oder lang folgen würde.“

Gertrud Bondy ging 1936 mit ihren beiden jüngeren Kindern Ulla und Heinz in die Schweiz und baute dort zusammen mit den beiden Marienauer Altschülern Harald Baruschke und Georg Roeper eine neue Schule auf.
In Gertrud Bondys Erinnerungen spielt der Aufenthalt in der Schweiz nur eine untergeordnete Rolle, denn spätestens nachdem auch Max Bondy im April 1937 Deutschland in Richtung Gland verlassen hatte, reifte der Entschluss, sich in den USA niederzulassen, da den Bondys nun Europa insgesamt als zu unsicher erschien. Georg Roeper, der spätere Schwiegersohn, reiste voraus, um einen geeigneten Ort für einen Neuanfang zu finden. 1939 setzten die Bondys ihr Exil in den USA fort und gründeten dort zunächst in Windsor (Vermont) und dann in Lenox (Berkshire County) im Staate Massachusetts eine neue Schule.
Gertrud Bondy berichtete nur sehr allgemein über die Startschwierigkeiten in den USA, blieb als Person im Hintergrund. Sie erwähnte die Hilfe durch Carl Zuckmayer, dessen Tochter eine der drei ersten Schülerinnen in Windsor war, und den durch diesen hergestellten Kontakt zu Dorothy Thompson, über die sie wiederum bekannt wurde mit Dorothy Canfield Fisher. Canfield Fisher „became a very dear friend to us“, und zusammen mit dem Schriftsteller und Buchhändler Walter Hard kam sie oft in die Schule „und hielt Vorträge für die Schüler und trug zum Leben der Schule bei“.
Die aus Wien stammende Psychoanalytikerin Editha Sterba, Emigrantin wie die Bondys, die sich in Detroit eine neue Existenz aufgebaut hatte, war nach Gertruds Worten eine große Hilfe in den frühen Jahren der Windsor Mountain School, wobei ein verbindendes Element das gemeinsame Interesse an einer in den USA wie zuvor in Europa als „revolutionär“ angesehenen Erziehungsvorstellung gewesen war. Gertrud Bondy wie auch Editha Sterba und deren Mann standen in der Tradition von Sigmund Freud.

„In den Sommern veranstalteten wir Camps, bei denen die Sterbas aus Detroit, beide sehr bekannte Analytiker, uns halfen, indem sie Kinder schickten und auch sehr zum Camp-Leben beitrugen.“

Editha Sterba war es auch, durch deren Vermittlung 1941/42 der Erwerb einer „small nursery school in Detroit“, einer Ausbildungseinrichtung für Krankenschwestern, zustande kam, aus der die von Tochter Annemarie und deren Mann Georg Roeper gegründete und geleitete The Roeper School hervorging, die Gertrud als erstes Tochterunternehmen der Windsor Mountain School bezeichnete.
1944 wechselte die Schule ihren Standort und zog nach Lenox. 1945 kam Sohn Heinz aus dem Krieg zurück, der 1951, nach dem Tod von Max Bondy, Schulleiter wurde. Die Zusammenarbeit von Mutter und Sohn wird von Gertrud als von Anfang an sehr gut dargestellt, und wie sie dessen Erziehungsziele beschrieb, ist anzunehmen, dass das auch ihre eigenen waren. Sie beschrieb sie aber als Vergleich zwischen Vater und Sohn.

„Die Persönlichkeit von Heinz unterscheidet sich sehr von der meines Mannes, aber sie arbeiteten für dieselben Ziele und ihre pädagogischen Vorstellungen waren sehr ähnlich. Sie haben beide ihre ganze Persönlichkeit in die Schule und die Erziehung der Kinder eingebracht. Der Kampf gegen Heuchelei, gegen Gedankenlosigkeit und innere Trägheit, dafür, dass man lernt, zuzuhören, zu kommunizieren und sich gegenseitig zu helfen, aufrichtig zu sich selbst und zu anderen zu sein, zu lernen, sich selbst und anderen zu vertrauen, ist immer noch ein großer Teil unserer Ziele.“

Am Ende ihres kurzen Textes benannte es Gertrud Bondy als Hauptaufgabe, „den Kindern zu helfen, sich selbst zu finden und einen richtigen Lebensweg einzuschlagen“. Das schloss für sie auch eine große Offenheit gegenüber der Lebenssituation Heranwachsender ein, denn: „Die Adoleszenz ist eine Zeit des Niemandslandes.“

„Es ist eine sehr stürmische Zeit der Einsamkeit und der Suche nach den Zielen und Zwecken des Lebens. Die jungen Leute haben es jetzt schwer, sie zu finden, und wir haben versucht, ihnen zu helfen. Die Probleme sind immer noch die gleichen wie früher, nur die Lösungen, die die jungen Leute suchen, sind andere. Einige glauben, dass die Antworten im Drogenkonsum liegen, andere im Trinken oder in einem gedankenlosen und oberflächlichen Leben. Andere Generationen haben andere Lösungen für ihre Probleme gesucht. Aber wir sind nicht hier, um zu urteilen, sondern um ihnen zu helfen, bessere Wege für ein glückliches Leben zu finden. Max und ich haben unser Leben dieser Aufgabe gewidmet, und auch Heinz hat dies getan. Es ist eine harte Arbeit, aber wir haben oft die Freude, den Erfolg zu sehen und zu erleben, wie Menschen in ein reicheres und besseres Leben hineinwachsen.“

Die beiden vorhergegangenen Zitate sind seltene Belege für Gertrud Bondys von ihr selber schriftlich fixierte Erziehungsvorstellungen. Sich ihr und ihrem Denken zu näheren, ist meist nur über Erinnerungen ehemaliger Schülerinnen oder Schüler möglich – ein Weg, den auch Barbara Kersken ging, die sich stark auf Eva Michaelis-Stern stützte. Kerskens Resümee lautete:

„Hätte GERTRUD BONDY damals ihre Tätigkeit und ihre Erfahrungen methodisch reflektiert und schriftlich niedergelegt, so wäre sie vermutlich als bedeutende Theoretikerin der Kinder- und Jugendtherapie bekannt geworden.“

## Werke
- Über die Beeinflussung der blutbildenden Organe durch kolloides Eisen, Terpentinöl und Abrin, Erlangen 1920 (medizinische Dissertation).
- A Personal History (PDF; 3,0 MB) Windsor Mountain School, Lenox (Massachusetts) 1970. Bei dem Text handelt es sich um eine per OCR eingelesene Broschüre, bei der leider die Lesefehler nicht bereinigt wurden. Sie ist im Original undatiert, ihre Datierung auf das Jahr 1970 ergibt sich aber schon aus dem ersten Satz, in dem sie sagt, dass sie sich nun in ihrem 81. Lebensjahr befinde. Die acht Textseiten sind nicht nummeriert.